# Karoline Günther-Bachmann
Karoline Günther-Bachmann (auch Karoline Günther und Karoline Bachmann, * 13. Februar 1816 in Düsseldorf; † 17. Januar 1874 in Leipzig) war eine deutsche Schauspielerin und Opernsängerin der Stimmlage Sopran.

## Leben und Werk
Karoline Günther-Bachmann war die Tochter des Bassbuffos und Komikers Carl Günther. Sie wuchs de facto auf der Bühne auf. Bis zu ihrem 12. Lebensjahr spielte sie Kinderrollen im Schauspiel und in der Oper. In ihrem 16. Lebensjahr kam sie nach Bremen, wo sie alle jugendlichen Fächer vertrat. Hier wurde sie 1843 für die Leipziger Oper engagiert, wo sie im Dezember des Jahres als Page Olivier im Johann von Paris debütierte. Sie blieb bis zu ihrem Tode über nahezu 40 Jahre lang in Leipzig und war über die gesamte Zeit der Liebling des Publikums. Ihr Repertoire umfasste vor allem Soubrettenrollen aus dem Bereich der Oper. Albert Lortzing hatte zahlreiche Partien für sie geschrieben. Auch im Lustspiel bot sie exzellente Vorstellungen. Seit Ende der 1850er Jahre trat sie häufig im Fach der komischen Alten auf.
Karoline Günther war seit 1844 mit dem promovierten Juristen Otto Bachmann (1818–1847) verheiratet. Sie war die Schwester des Sängers Karl Wilhelm Günther.